# 若松来海
若松 来海（わかまつ くるみ、1998年9月1日 - ）は、日本の女性声優。沖縄県出身。ステイラック所属。

## 略歴
2017年10月2日、アイドルグループ「夢みるアドレセンス」の候補生として活動開始。
2018年春、スターダストプロモーション声優部へ所属。
2018年12月より、プロeスポーツ選手を発掘、育成するスターダストプロモーションのプロジェクト、「スタダGG! (スターダストゲームガールズ)」へ4期生として加入。アカウント名は「Konemaru」。
2024年3月31日をもってスターダストプロモーションを退所、フリー期間を経て、2025年2月1日よりステイラックに所属。

## 人物
趣味は食べること、季節を味わうこと、国内外旅行。特技は新体操、歌、三角食べ。 
出身は沖縄県だが住んでいたのは小学校時代までで、中学・高校時代は静岡県で過ごす。小さい頃から沖縄の言葉で「来海は『ウーマクー』だね」と言われていた。
高校時代の3年間は生徒会副会長を務める傍ら、アルバイトをしながらレッスンやオーディションのために東京へ通っていた。
2021年のインタビューによると、色々なことに興味があり、人とコミュニケーションを取るのが好きで、友人からも「距離がおかしい」「距離感が近すぎる」と言われたりしているという。
声優になりたいと思ったきっかけは元々幼稚園の年長から新体操をしており、大会に出場するのを見た母の勧めでミュージカルを始めたり、ボイストレーニングに通ったり、地域でアイドル活動をしたりしていくうちに、「自分が一番興味があるのは演技なのかな」と思ったこと。その中でも色々な職業や人物以外のキャラクターになれる声優については、「すごいな」と思ったといい、元々物語の中に入り込むのも好きなため、「自分ではできないことを声優として演じられるようになりたい」と思うようになった。
読書も好きであり、特に好きな作家として森見登美彦の名を挙げている。

## 出演

### テレビアニメ
- BanG Dream!（2019年、観客[5]）

### Webアニメ
- キスまで、あと1秒（2018年、女子生徒[5]）
- 〈物語〉シリーズ オフ&モンスターシーズン（2024年、クラスメイト）

### ゲーム
2019年
- 蒼天のスカイガレオン（2019年 - 2020年、パンネロ、メデューサ、ゴルゴン、ラーダー、ナンナ、レネヌテト、キキーモラ、ナーナ）

2020年
- マギアレコード 魔法少女まどか☆マギカ外伝（2020年 - 2022年、篠目ヨヅル）

2021年
- プロジェクト東京ドールズ（2021年、結城まどか）

2022年
- プラオレ！〜SMILE PRINCESS〜（カレン・リー）
- モンスターストライク（シュリ）

### ラジオ
※はインターネット配信。
- アニラブ！ガチャガチャ（第4期）（2018年 - 2019年、超!A&G+※）[21]
- 創彩ラジオ（2021年 - 2023年、音泉※）[22][23]

### ドラマCD
- 本気!アニラブ 第13期テーマソングCD「ラジオドラマ『gacha-pinkの放課後ドキドキパニック！』」
- 本気!アニラブ 第14期テーマソングCD「ラジオドラマ『gacha-pinkの放課後ドキドキパニックⅡ』」
- ドラマCD「創彩少女庭園」feat.フレームアームズ・ガール
- ドラマCD「創彩少女庭園」feat.フレームアームズ・ガール2

### 舞台
- 爆走おとな小学生 第五回特別授業『あたしをくらえ』team.Vウイルス（ヴィーガン）（2018年10月11日 - 15日、新宿村LIVE） - ミシェラン 役[24][5]
- 『りーでぃんぐ☆ぱーてぃー vol.6』（2019年5月1日 - 6日、コフレリオ 新宿シアター）[5]
- 『りーでぃんぐ☆ぱーてぃー vol.7』（2019年9月4日 - 8日、高田馬場ラビネスト） - メイドロボット、穂乃果、影山梨加、小百合 役[25][26][5]
- コントニエンゲキニ（2023年）[2]
- Listen/Library Ⅵ（2025年6月7日、ハーモニーホール）

### そのコンテンツ
- 「東京ゲームショウ2019」オフィシャルレポーター（2019年9月12日 - 15日）
- 「eQリーグ2019 芸能人女子エンタメeスポーツクイーン決定戦」3位（2019年1月 - 4月）
- 『ガールズゲーマー‘’PARTY‘’』（2019年9月、白夜書房）

- 『日経エンターテイメント』（2019年11月、日経BP）
- Moonton「モバイル・レジェンド」ネット広告モデル(2019年 -)
- 「eQリーグ2020 芸能人女子エンタメeスポーツクイーン決定戦」プレシーズンマッチ「SAMURAI SPIRITS」部門 優勝（2020年3月20日）
- Moonton「モバイル・レジェンド」渋谷センター街 街頭スピーカー 広告ナレーション（2020年）[27]
- Riot Games｢League of Legends:Wild Rift｣公式インフルエンサー
- ヤンマガWeb「世界一やさしいeスポーツ入門withスタダGG!」スタダGG!連載

- 創彩少女庭園（2020年 - 2024年、結城まどか[28][29]）
- 上田と女が吠える夜 - 再現パート板野友美役（2024年12月11日、 日本テレビ）

## ディスコグラフィ
| 発売日         | 商品名                                                                                | 歌                                                                               | 楽曲                                     | 備考                                        |
| 2018年         | 2018年                                                                                | 2018年                                                                           | 2018年                                   | 2018年                                      |
| -------------- | ------------------------------------------------------------------------------------- | -------------------------------------------------------------------------------- | ---------------------------------------- | ------------------------------------------- |
| 12月8日        | 〜本気!アニラブ主題歌〜 第13弾                                                        | gacha-pink（岩淵桃音、掛川渚、若松来海）                                         | 「恋の予習はいらないよ」                 | アニラブ！ガチャガチャ（第4期）テーマソング |
| 2023年3月29日  | ドラマCD「創彩少女庭園」feat.フレームアームズ・ガール コトブキヤ限定版特典ボーカルCD  | 結城まどか（CV：若松来海）小鳥遊暦（CV：大和田仁美）佐伯リツカ（CV：黒木ほの香） | 「Tiny Tiny -Blank -After School ver.-」 |                                             |
| 2023年11月29日 | ドラマCD「創彩少女庭園」feat.フレームアームズ・ガール2 コトブキヤ限定版特典ボーカルCD | 結城まどか（CV：若松来海）小鳥遊暦（CV：大和田仁美）佐伯リツカ（CV：黒木ほの香） | 「FULLSCRATCH LOVE-After School ver.-」  |                                             |